# オルジャーテ・オローナ
オルジャーテ・オローナ（伊: Olgiate Olona）は、イタリア共和国ロンバルディア州ヴァレーゼ県にある、人口約13,000人の基礎自治体（コムーネ）。

## 地理

### 位置・広がり

#### 隣接コムーネ
隣接するコムーネは以下の通り。
- ブスト・アルシーツィオ
- カステッランツァ
- ファニャーノ・オローナ
- ゴルラ・ミノーレ
- マルナーテ (Marnate)
- ソルビアーテ・オローナ

### 地震分類
イタリアの地震リスク階級 (it) では、4 に分類される
。

## 行政

### 分離集落
オルジャーテ・オローナには、以下の分離集落（フラツィオーネ）がある。
- Buon Gesù, Gerbone, Santo Stefano